# Зубово (Лешуконский район)
Зубово — посёлок сельского типа в Лешуконском районе Архангельской области. Является единственным населённым пунктом со статусом посёлка в составе Вожгорского сельского поселения (муниципальное образование «Вожгорское»).

## Географическое положение
Посёлок расположен на левом берегу реки Мезень. Ближайший населённый пункт Вожгорского сельского поселения, деревня Пустыня, расположен на противоположном берегу. Расстояние до административного центра поселения, села Вожгора, составляет 4,5 км; а до административного центра района, села Лешуконское — 140 км.

## Население
| Население                            | на 1 января 2010 года |
| ------------------------------------ | --------------------- |
| В возрасте до 16 лет                 | 27                    |
| Трудовые ресурсы (из них работающих) | 80 (43)               |
| Пенсионеры                           | 45                    |
| Всего                                | 136                   |
| Прибыло / выбыло (за год)            | 1 / 0                 |
| Родилось / умерло (за год)           | 1 / 7                 |

## Инфраструктура
Жилищный фонд посёлка составляет 3,9 тыс. м², покинутые и пустующие дома — 43% от общей площади жилищного фонда. Предприятия, организации и объекты социальной сферы, расположенные на территории населённого пункта (со среднесписочной численностью работников) на 1 января 2010 года:
- филиал ОАО «АрхОблЭнерго» (6);
- отделение связи (2).